# Bann (Fluss)
Die Bann (ir. An Bhanna) ist mit einer  Gesamtlänge von 129 km einer der längsten Flüsse in Nordirland.
Die Upper Bann entspringt in den Mourne Mountains im Süden Nordirlands und mündet in den Lough Neagh, den größten See des Vereinigten Königreichs.
Die Lower Bann verlässt den See nach Norden, passiert Kilrea und mündet in den Atlantik, kurz nachdem sie die Stadt Coleraine durchflossen hat.
Die wasserrechtliche Aufsicht und Bewirtschaftung hat die zwischenstaatliche irisch-nordirische Behörde Waterways Ireland inne. 
Am Ufer des Bann findet sich der Dolmen von Craigs und am Mount Sandel der älteste Beleg für die Besiedlung Irlands.

## Die Bann-Scheibe
Die Bann-Scheibe ist ein Bronzeartefakt aus der Eisenzeit, das 1939 in der Nähe von Coleraine im Bann entdeckt wurde. Es ist ein dünnes dekoratives Stück, das mit einer Triskele im La-Tène-Stil geschmückt ist. Sie ist im Ulster Museum ausgestellt.